# Marble
|  | Denne artikel er oprettet af botten Steenthbot ud fra en ekstern database. Den kan derfor have sproglige fejl eller mangler. Denne skabelon kan fjernes efter kontrol af indholdet. |

Marble er en dansk kortfilm fra 2022 instrueret af Sofie Rødtnes Markussen.

## Handling
Safa er 5 år og går i børnehave. Safa er en sky og stille pige, der ikke har let ved at knytte bånd til de andre børn. Men hun har heldigvis den jævnaldrende Ludvig. En dag viser Ludvig Safa en hemmelig skat. Den er i en hule i træet bag ved børnehaven. Skatten består af forskellige dimser, chokoladepapir, en knækket cykelnøgle og to store dinosaurer, som Ludvig har taget fra børnehaven. Ludvig lover Safa at de kan dele deres hemmelighed, hvis også Safa finder noget til skatten. Safa ved godt hvad hun skal tage; den store glaskugle fra kuglebanen. Men da pædagogerne begynder at finde ud af, at der er ting der forsvinder, bliver Safa usikker: har hun gjort noget hun ikke må? Skal hun sige noget til de voksne om dinosaurerne i Ludvigs hule? Og hvad vil Ludvig sige til det?